# Hirokazu Ota
Hirokazu Ota (Kyoto, 10 april 1971) is een voormalig Japans voetballer.

## Carrière
Hirokazu Ota speelde tussen 1994 en 1995 voor Bellmare Hiratsuka.

## Statistieken
| Japan   | Japan              | Japan       | League | League | Emperor's Cup | Emperor's Cup | J-League Cup | J-League Cup | Totaal | Totaal |
| Seizoen | Club               | League      | Wed.   | Goals  | Wed.          | Goals         | Wed.         | Goals        | Wed.   | Goals  |
| ------- | ------------------ | ----------- | ------ | ------ | ------------- | ------------- | ------------ | ------------ | ------ | ------ |
| 1994    | Bellmare Hiratsuka | J. League 1 | 0      | 0      |               |               | 0            | 0            | 0      | 0      |
| 1995    | Bellmare Hiratsuka | J. League 1 | 2      | 0      | 0             | 0             | -            | -            | 2      | 0      |
| Totaal  | Totaal             | Totaal      | 2      | 0      | 0             | 0             | 0            | 0            | 2      | 0      |